# Rose Constance Owusu
Pour les articles homonymes, voir Owusu.
Rose Constance Owusu (née en 1944) est une juge ghanéenne, ancienne juge de la Cour suprême du Ghana où elle a siégé de 2008 à 2014,,.  

## Enfance et éducation
Owusu est née le 24 août 1944 à Koforidua. Entre 1958 et 1964, elle a fréquenté le Wesley Girls 'High School et l'Aburi Girls' Senior High School. Elle a suivi sa formation juridique à l'université du Ghana, où elle a obtenu son Bachelor of Laws (LLB), et à l'École de droit du Ghana, où elle avait son certificat de qualification. Elle a été admise au barreau en 1969.  

## Carrière
Owusu a été nommée procureure d'État au ministère public en mars 1973. Après avoir travaillé à ce titre pendant trois ans, elle a été promue au grade de procureur général adjoint, commandant en second en 1976, puis a été élevée au poste de procureur général en 1983.  
Le 19 septembre 1989, elle a été nommée juge à la Haute Cour. Après une décennie de service au siège de la Haute Cour, elle a été nommée juge à la Cour d'appel en 1999. Elle a occupé ce poste jusqu'en 2008, date à laquelle elle a été nommée juge à la Cour suprême du Ghana. Elle y siège du 11 juin 2008 à août 2014, quand elle a pris sa retraite,.

## Voir également
- Cour suprême du Ghana